# Puget (marque)
Pour les articles homonymes, voir Puget (homonymie).
Puget est une marque commerciale d'huile d'olive et autres transformations alimentaires industrielles appartenant à la société Lesieur du groupe Avril.

## Histoire
La société Puget est fondée en 1857 à Marseille par Adolphe Puget, négociant en huile d'olive. La société multinationale Unilever en devient propriétaire en 1974, au sein de sa filiale agroalimentaire Astra Calvé. Elle est revendue en 2004 au groupe Lesieur,,, qui ferme la société et ne conserve que l'exploitation de la marque commerciale.

## L'huile d'olive
Le groupe Lesieur consacre à la marque Puget une unique usine de transformation à Vitrolles dans le département des Bouches-du-Rhône, qui emploie 40 salariés. L'huile est obtenue par extraction à froid par centrifugation en utilisant une majorité d'olives issues d'importation (Espagne, Tunisie, Italie, Grèce, etc.) et une minorité d'olives issues de l'agriculture française[réf. nécessaire]. 